# اكي افرض (انفلاس)
اكي افرض هو دُوَّار يقع بجماعة بيزضاض، إقليم الصويرة، جهة مراكش آسفي في المملكة المغربية. ينتمي الدوّار لمشيخة انفلاس التي تضم 3 دواوير. يقدر عدد سكانه بـ 862 نسمة حسب الإحصاء الرسمي للسكان والسكنى لسنة 2004.

## روابط خارجية
- البوابة الوطنية للجماعات الترابية
- المندوبية السامية للتخطيط